# Parafia Matki Bożej Częstochowskiej w Nurcu-Stacji
Parafia pw. Matki Bożej Częstochowskiej w Nurcu-Stacji – rzymskokatolicka parafia należąca do dekanatu siemiatyckiego, diecezji drohiczyńskiej, metropolii białostockiej. 
Parafia została erygowana 3 grudnia 1945.

## Obszar parafii

### Miejscowości i ulice
W granicach parafii znajdują się miejscowości:

- Augustynka,
- Borysowszczyzna,
- Chanie-Chursy,
- Dąbrowa
- Moszczona Pańska,
- Nurczyk,
- Nurzec-Kolonia,
- Nurzec-Stacja,
- Nurzec,
- Sokóle,
- Sycze,
- Wakułowicze,
- Zalesie
- Żerczyce